# والي سويفت
والي سويفت (بالإنجليزية: Wally Swift)‏ مواليد 10 أغسطس 1936 في نوتنغهام - الوفاة 10 نوفمبر 2012 في برمنغهام، كان ملاكم محترف بريطاني صنّف ضمن فئة وزن الوسط بدأ مسيرته الاحترافية سنة 1957.

## إحصائيات
خاض خلال مسيرته 88 نزالا، فاز في 68 وتعادل في 3 وخسر في 17. فاز بالضربة القاضية في 13 نزالا.

## روابط خارجية
- والي سويفت على موقع بوكس ريك (الإنجليزية) (registration required)